# سبنسر كلارك
سبنسر كلارك (بالإنجليزية: Spencer Clark)‏ هو سائق سباق أمريكي، ولد في 29 يناير 1987 في لاس فيغاس في الولايات المتحدة، وتوفي في 21 مايو 2006 في ألباكركي في الولايات المتحدة.